# The Simpsons: Bart vs. The Space Mutants
The Simpsons: Bart vs. The Space Mutants (рус. Симпсоны: Барт против космических мутантов) — мультиплатформенная видеоигра в жанре платформер, разработанная компанией Imagineering и изданная компаниями Acclaim и Ocean Software в 1991 и 1992 годах. РС-версия была издана Acclaim в 1997 году. 
Игра основывается на мультсериале «Симпсоны» и использует схожее графическое оформление.

## Сюжет
Однажды над небольшим городком Спрингфилдом появляется корабль инопланетян. Они собираются захватить город, а чтобы не быть замеченными, принимают облик обычных людей. Пришельцев в Спрингфилде становится всё больше, но горожане не подозревают об этом. Единственный, кто знает об их существовании — Барт Симпсон. Он должен помешать инопланетянам захватить город.

## Геймплей

Кадр из первого уровня версии для Sega Mega Drive/Genesis

Игра представляет собой платформер с элементами логических игр. Состоит из пяти уровней-локаций со множеством врагов и полезных предметов. Уровни построены с применением двухмерной графики и бокового сайд-скроллинга (ширина локаций превосходит их длину).
Игровой процесс заключается примерно в следующем. Герой игры (Барт Симпсон) перемещается по большому уровню, уничтожая врагов и собирая полезные предметы. Основная задача здесь — отыскать определённое количество предметов-«целей» (например, шляп и воздушных шаров), из которых пришельцы надеются построить новый вид оружия и захватить с его помощью Спрингфилд. Предметы нужно собрать до того как истечёт отведённое время; количество собранных предметов отображается счётчиком. До некоторых из «целей» добраться нельзя, их можно «достать» только с помощью специальных предметов (например, ракет). После того как игрок соберёт все предметы (счётчик обнуляется), следует сражение с боссом. На некоторых уровнях присутствуют промежуточные боссы, появление которых не зависит от количества собранных «целей». Иногда в качестве боссов выступают персонажи мультфильма (Нельсон или Сайдшоу Боб); также на уровнях можно встретить других персонажей (например, Мо или Мартина Принса).  
Враги в игре — человекоподобные инопланетяне, «замаскировавшиеся» под жителей Спрингфилда, и различные монстры. Инопланетян можно уничтожать посредством прыжка сверху; монстров же уничтожить нельзя. После уничтожения некоторых инопланетян остаются монетки. На всех уровнях, кроме финального, из этих монеток можно сложить имя члена семьи Симпсонов (Мэгги, Мардж, Лизы и Гомера), который в конце уровня будет помогать Барту во время сражения с боссом.
Полезных предметов в игре довольно много. Большинство из них используются для решения головомок (к примеру, свисток нужен для того, чтобы получить деньги от дедушки Барта, бомбы и ракеты — чтобы добраться до недоступного предмета, газовый ключ и балончик с краской — для сбора необходимых для завершения уровня предметов). Также Барт имеет при себе очки, снабжённые специальным устройством (генератором рентгеновских лучей), позволяющим видеть «замаскировавшихся» инопланетян. Монетки, появляющиеся в определённых местах уровня, могут быть использованы для покупки некоторых предметов, а изображение клоуна Красти даёт дополнительную жизнь. 
Игра имеет довольно высокую сложность. Например, в версии для Sega Mega Drive уровень здоровья персонажа измеряется двумя «жизнями» (изображеними Барта), теряющимися при соприкосновении с врагами; при попадании в ловушку (воду или пропасть) герой теряет одну жизнь и начинает уровень заново. Также здесь отсутствует возможность пополнять здоровье в ходе уровня — его запас восполняется только при переходе на следующий уровень. При этом на уровнях довольно часто встречаются дополнительные жизни, что несколько облегчает прохождение игры.      

### Список уровней
- Спрингфилд (англ. Springfield). Улицы Спрингфилда. Бо́льшую часть уровня Барт перемещается по улицам и зданиям, а примерно его в середине следует «полоса препятствий», которую можно преодолеть на скейтборде. Среди противников — инопланетяне и хищные собаки (последние встречаются только на полосе препятствий). Босс уровня — Нельсон Манц.
- Торговый центр (англ. Shopping Mall). Сооружение, состоящее из трёх этажей, которые соединены между собой лестницами-эскалаторами. На каждом из этажей находится промежуточный босс. Здесь следует остерегаться инопланетян, различных предметов (прыгающих обувных щёток, ботинок, летающих обручей и т. д.), а также бассейнов со смертоносной жидкостью. Босс уровня — Миссис Бац.
- Парк развлечений (англ. Amusement park). Луна-парк клоуна Красти. На уровне чередуются открытые (собственно парк) и закрытые (здания с аттракционами) пространства. Босс уровня — Сайдшоу Боб.
- Музей естественной истории (англ. Natural history museum).
- Спрингфилдская атомная электростанция (англ. Nuclear power plant). Босс уровня — Мистер Бёрнс.

## Оценки
Оценки игры критиками были в основном средними. К примеру, журнал Total! оценил игру в 81 балл из 100. При этом версия для NES журналами Nintendo Power и VideoGames & Computer Entertainment была оценена в 3,3 балла из 5 и 60 баллов из 100. Рецензенты из журнала Power Play поставил версиям для DOS и Commodore 64 оценку 51 и 41 балл из 100. Среди достоинств игры был отмечен интересный игровой процесс, среди недостатков — высокая сложность даже для опытных игроков. 